# Jean Kleyn
Pas d'image ? Cliquez ici

a Compétitions nationales et continentales officielles uniquement.

b Matchs officiels uniquement.
Dernière mise à jour le 30 octobre 2023.
Jean Kleyn, né le 26 août 1993 à Linden (près de Johannesburg), est un joueur sud-africain et international irlandais puis sud-africain de rugby à XV, jouant au poste de deuxième ligne au Munster depuis 2016.

## Biographie

### Carrière en club

#### Débuts en Afrique du Sud (2013-2016)
Jean Kleyn est sélectionné pour les éditions 2013 et 2014 de la Vodacom Cup, mais n'est jamais apparu, souffrant d'une blessure au genou en 2013 et d'une blessure à la cheville en 2014. 
Il devient finalement professionnel en 2014, jouant à la fois pour la Western Province en Currie Cup et quelques matchs avec les Stormers dans le Super Rugby. Il a été finaliste de la Currie Cup en 2011 et deux fois quarts de finaliste du Super Rugby. 

#### Révélation en Irlande (depuis 2016)
En 2016, Kleyn rejoint la province irlandaise du Munster pour un contrat de trois ans, ayant rompu avant terme son contrat avec la Western Province,. Pour sa première saison en 2016-2017, il joue la première moitié de la saison avant d'être écarté des terrains sur blessure. C'est depuis les tribunes qu'il assiste à la fin de la saison, durant laquelle le Munster est finaliste malheureux, battu en finale sur le score de 22 à 46 par les Scarlets. Les deux saisons suivantes, il est demi-finaliste du Pro14, le Munster s'étant extrait in extremis des barrages avant de chuter en demi-finale.
En début de saison 2018-2019, il prolonge son contrat avec le Munster de trois ans, soit jusqu'en juin 2022.
À l'issue de la saison 2021-2022, durant laquelle le Munster est éliminé en quarts de finale du United Rugby Championship par l'Ulster, Jean Kleyn est nommé dans l'équipe type de la compétition.
Durant la saison 2022-2023, le Munster atteint la finale du United Rugby Championship après avoir battu le Leinster en demi-finale. En finale, les Irlandais affrontent les Sud-Africains des Stormers, et Jean Kleyn est titulaire en deuxième ligne aux côtés de Tadhg Beirne pour cette rencontre. Le Munster s'impose 19 à 14 et remporte cette compétition pour la première fois depuis 2011,.
En 2023-2024, il prolonge de nouveau son contrat avec sa province, et signe pour deux ans de plus.

### Carrière internationale

#### International irlandais en 2019
Jean Kleyn n'a eu aucune expérience internationale en Afrique du Sud. Il ne devient éligible en équipe d'Irlande qu'à partir du mois d'août 2019, après trois saisons révolues passées à jouer en Irlande. Il est immédiatement titularisé pour trois matchs de préparation au mondial, faisant son début international deux jours après être devenu éligible, contre l'Italie. Il est retenu parmi les 31 joueurs irlandais disputant la Coupe du monde au Japon. Ce faisant, il écarte Devin Toner de la liste. Ce remplacement d'un joueur natif d'Irlande, serviteur du XV du trèfle depuis 2010 et artisan de certains des plus prestigieux succès de l'histoire du rugby irlandais, provoque en Irlande un émoi certain, alimenté par les interventions en faveur de Toner de ses ex coéquipiers, dont la "légende" du rugby irlandais Brian O'Driscoll. Passé le choc de l'annonce, d'autres voix se sont élevées pour défendre le choix de Joe Schmidt de privilégier Kleyn,.
Cette affaire d'un joueur étranger remplaçant un joueur local d'une équipe peu avant un grand rendez-vous international, pourtant de plus en plus courante dans le rugby à XV, rencontre un écho international avec l'intervention d'Agustín Pichot, avocat d'un allongement à 5 ans du délai de qualification par le biais des clubs contre 3 ans lors de l'affaire, en faveur de Toner.

#### Changement de nationalité sportive pour l'Afrique du Sud (depuis 2023)
En juin 2023, après cinq capes avec l'Irlande, il décide finalement de jouer pour son pays de naissance, l'Afrique du Sud, profitant d'une nouvelle règle entrée en vigueur en 2022, qui permet à un joueur de changer de sélection nationale après 36 mois sans sélections,. Ainsi, le 10 juin 2023, il est sélectionné par Jacques Nienaber dans un groupe de quarante joueurs pour préparer le Rugby Championship. Dès la première rencontre de la compétition face à l'Australie, il est titularisé en deuxième ligne aux côtés de Marvin Orie,. Il s'agit de son seul match dans la compétition qui voit l'Afrique du Sud terminer à la deuxième place. Puis, début août, il est convoqué pour participer à la Coupe du monde 2023.  Durant le Mondial, il dispute dispute trois rencontres, dont une en tant que titulaire. Son pays se qualifie en finale où il affronte la Nouvelle-Zélande. Jean Kleyn débute la rencontre sur le banc des remplaçants, puis entre en jeu à la 58e minute à la place d'Eben Etzebeth et son équipe s'impose sur le score de 11 à 12. Les Springboks sont donc champions du monde pour la quatrième fois de leur histoire, devant l'équipe la plus titrée de la compétition désormais,,. Kleyn remporte quant à lui son premier titre en sélection

## Palmarès

### En club
- Munster
  - Finaliste du Pro12/Pro14 en 2017 et 2021.
  - Vainqueur du United Rugby Championship en 2023.

### En sélection nationale
- Afrique du Sud
  - Vainqueur de la Coupe du monde en 2023.

### Distinctions personnelles
- Membre de l'équipe type du United Rugby Championship en 2022.